# Loxocorys sericea
Loxocorys sericea is een vlinder van de familie van de grasmotten (Crambidae), uit de onderfamilie van de Spilomelinae. De wetenschappelijke naam van deze soort is voor het eerst voorgesteld als Deana sericea door Arthur Gardiner Butler in een publicatie uit 1879.
De soort komt voor in India, China, Taiwan en Japan.